# Gatineau (Fluss)
Der Rivière Gatineau (im Deutschen auch Gatineau oder Gatineau-Fluss) ist ein Fluss im Süden der kanadischen Provinz Québec.

## Flusslauf
Der Fluss entspringt im Lac du Pain de Sucre nördlich des Réservoir Baskatong. Dieser wird von den Flüssen Rivière Tamarac, Rivière Clova und Rivière Douville gespeist. Der Rivière Gatineau fließt anfangs in südöstlicher Richtung, später in südlicher Richtung. Dabei durchfließt er den Stausee Réservoir Baskatong. Nach 386 Kilometern mündet er in der Stadt Gatineau in den Ottawa River. Wichtige Nebenflüsse sind Rivière Fortier,  Rivière Chabot, Rivière du Canot und Rivière Bazin von links sowie Rivière Chouart, Rivière du Coucou, Rivière Gens de Terre und Rivière Désert von rechts.
Das Einzugsgebiet ist 23.724 km² groß.

## Etymologie
Benannt ist der Fluss nach Nicolas Gatineau, der Ende des 17. Jahrhunderts in der Gegend Pelzhandel betrieb. Samuel de Champlain entdeckte den Fluss am 4. Juni 1613, als er den Ottawa befuhr.

## Wasserkraftwerke
Entlang dem Flusslauf des Rivière Gatineau liegen mehrere Wasserkraftwerke, die von Hydro-Québec (HQ) betrieben werden.
In Abstromrichtung sind das:
| Name           | Fertig- stellung | Leistung [MW] | Anzahl Turbinen | hydraul. Potential [m] | Stausee        |
| -------------- | ---------------- | ------------- | --------------- | ---------------------- | -------------- |
| Mercier        | 2007             | 55            | 5               | 18                     | Rés. Baskatong |
| Paugan         | 1928–1956        | 206           | 8               | 40,54                  | n/a            |
| Chelsea        | 1927–1939        | 152           | 5               | 28,35                  | n/a            |
| Rapides-Farmer | 1927–1947        | 104           | 5               | 20,12                  | n/a            |

Für das Wasserkraftwerk Rapides-Farmer bietet Hydro-Québec Führungen an.